# Bersa Thunder 32
A Bersa Thunder 32 é uma pistola semiautomática leve e relativamente pequena, calibre .32 ACP, fabricada pelo fabricante argentino de armas de fogo Bersa, S.A.
É semelhante em projeto à pistola Bersa Thunder 380 e Bersa Thunder 22, mas também com características de projeto em comum com a Walther PPK.

## Desenvolvimento
A Thunder 32 fazia parte da linha da série Bersa Thunder, que inclui Thunder 22, Thunder 22–6, Thunder 380, Thunder 9, Mini Thunder 9, Mini Thunder 40 e Mini Thunder 45. Embora a Thunder 32 tenha sido descontinuada desde junho de 2012, as peças ainda estão disponíveis no site Bersa/Eagle Imports e contém peças que são intercambiáveis com as outras séries compactas Thunder. Uma variante leve da Thunder 32, chamada de modelo 'Concealed Carry' (porte oculto) (ou 32CC). as variantes 'Firestorm 380' 'Firestorm 32' e 'Firestorm 22' são vendidas pela Firestorm SGS de Nova Jersey; montada a partir de peças fabricadas pela Bersa.

## Mercado pretendido
A Thunder 32 pode ser destinada ao uso civil geral, especialmente ao mercado de transporte oculto com sua versão de transporte oculto.

## Vantagens de projeto
Semelhante à Thunder 380 e Thunder 22, a Thunder 32 tem uma estrutura leve de liga de alumínio que reduz o peso para facilitar o transporte, mas a pistola ainda retém massa (peso) suficiente para ajudar a controlar o recuo, embora o recuo seja muito leve usando o cartucho .32 ACP. Devido ao seu projeto de blowback, a mola de recuo foi projetada para ser mais forte do que o normal, o que pode dificultar o suporte do ferrolho. Os carregadores, entretanto, são projetados com uma seção extra de empunhadura, para que todos os dedos da mão que dispara sejam acomodados. O projeto de cano fixo e blowback teoricamente ajuda na precisão. O alinhamento quase reto da câmara e do cartucho superior do carregador parece ser responsável pelo compartimento e ciclagem confiáveis da pistola. A armação apresenta uma longa espiga traseira sobre as empunhaduras, que protege efetivamente o polegar do atirador contra mordidas do cão ou da corrediça. Existem vários recursos de segurança integrados à Thunder 32: uma trava de segurança manual montada na corrediça e um decocker que bloqueia o cão, uma segurança de desconexão do carregador que evita o disparo se um carregador não estiver inserido, um primeiro acionamento longo do gatilho de ação dupla (DA), um percussor inercial e (em alguns modelos) uma trava de gatilho integral operada por chave. Algumas versões também apresentam um bloco de percutor automático. A pistola possui ajuste de vento da alça de mira.